# Posthuset Fridhemsgatan

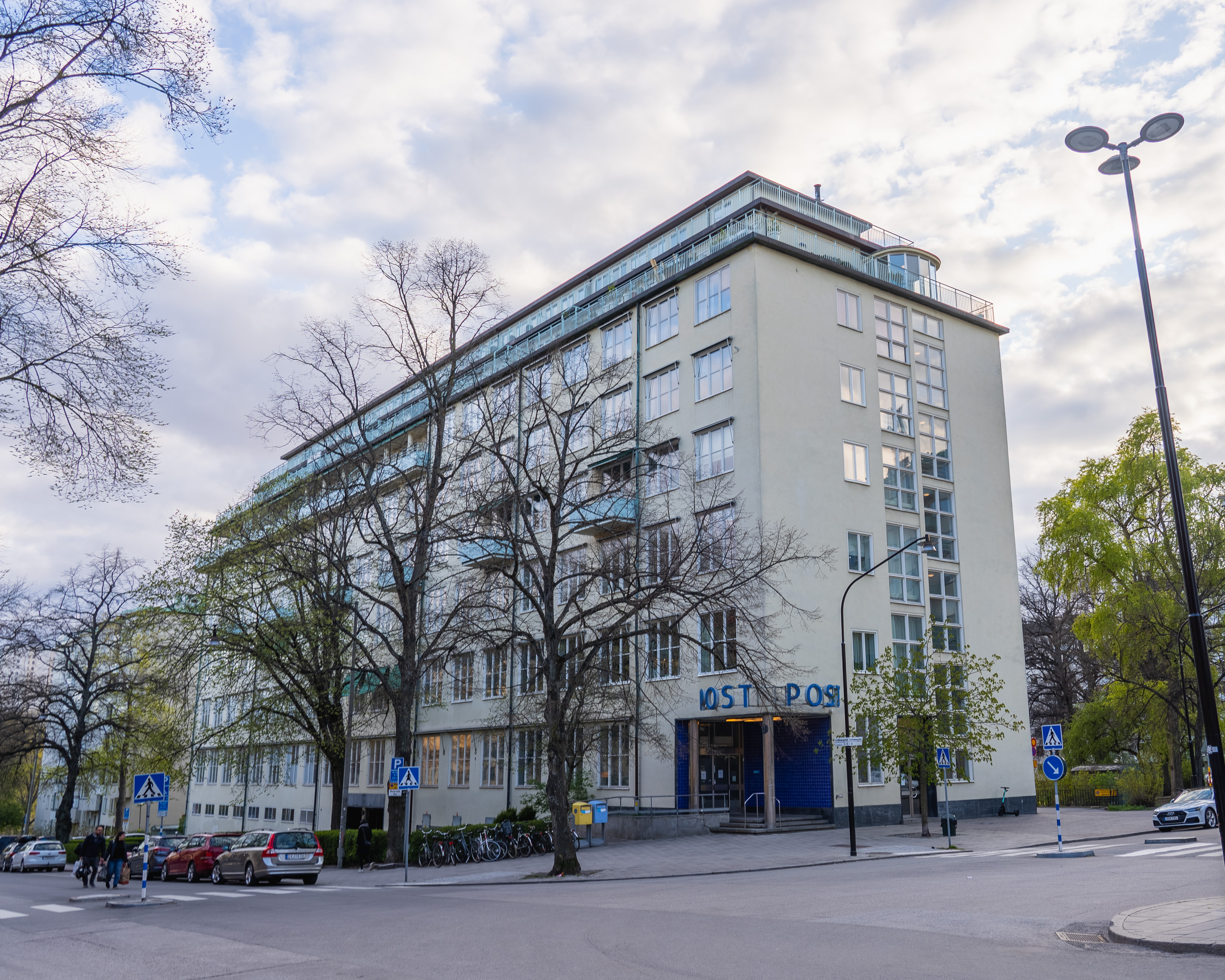
Posthuset Fridhemsgatan på Kungsholmen.

Posthuset Fridhemsgatan är en fastighet på Fridhemsgatan 7-11 och Sysslomansgatan 1 på Kungsholmen i Stockholm. Byggnaden ritades av arkitekten Erik Lallerstedt och invigdes 1938. Genom åren har det varit ett postkontor, hem till Statens Polisskola, SMHIs huvudkontor och sedan 2006 bostäder ritat av Oscar Properties. Byggnaden är blåmarkerad av Stockholms stadsmuseum, vilket är den högsta klassen och omfattar bebyggelse av synnerligen högt kulturhistoriskt värde.

## Historik
På tidigt 1930-tal räckte inte postutdelningen på Vasagatan till och Posten bestämde sig för att bygga Posthuset på Kungsholmen. Erik Lallerstedt hade tio år tidigare ritat Posthuset Odengatan och fick uppdraget för även denna postbyggnad. Bygget påbörjades 1936 och stod klart 1938 med Posten som byggherre och fastighetsägare. Resultatet blev en slätputsad funkisfastighet med glasade utbyggnader och en indragen ingång med neonskylt ovanför.  
Från början var det tänkt att det skulle vara bostäder högst upp enligt tidigare traditioner i andra posthus i Stockholms innerstad. Efter en riksdagsdebatt 1936 där det skulle anslås medel till bygget röstades förslaget nedan och Kungliga Byggnadsstyrelsen fick då i uppdrag att utreda möjligheterna för hur de fem översta våningsplanen ovanför posten kunde nyttjas för annan statlig verksamhet.

## Verksamheter genom åren
Genom åren har det varit flera olika verksamheter i fastigheten med bland annat:
- Statens Meteorologisk-Hydrografiska Anstalt, som idag är SMHI, flyttade in 1 januari 1938 på plan 5, 6, 7 och 8. De hade kvar huvudkontoret där fram till 1975 när riksdagen hade beslutat att flytta myndigheten till Norrköping. Speciell meteorologisk utrustning fanns på markplan ut mot parken på baksidan och på takterrassen högst upp där man även skickade ut väderballonger.
- Statens Polisskola hade utbildning fanns på plan 4 och 5. Bland annat under denna period som första kullen av kvinnliga elever blev antagna 1957.
- Postskolan Posthornet som samlade postens utbildningsverksamhet i januari 1980 som tidigare varit utspritt på flera olika adresser i Stockholm. Postskolans chef hette Ulla Montan och skolans syfte var både grund och vidareutbildning för postens personal. Högst upp i fastigheten fanns en stor personalrestaurang (Restaurang Posthornet) med 135 sittplatser med utsikt över Västerbron och Stockholms takåsar.
- 90-talet var det främst utbildningar med exempelvis Långholmens Folkhögskola, Vasa Komvux och Sonja Kovalevskyskolan.

## Omvandling till bostäder
Tidigt 2000-tal skulle byggnaden omvandlas till bostäder och det var Oscar Properties allra första projekt. Projektets namn blev Posthornet och gjordes tillsammans med arkitektbyrån Love Arbén. Lägenheterna stod klart 2006 och kännetecknades av öppna planlösningar, stora studiofönster och generös takhöjd.
Bostadsrättsföreningen heter Brf Posthuset och består av 62 lägenheter fördelade på ettor till fyror mellan 41 och 146 kvm. Det finns även ett garage samt två lokaler som båda hyrs av Posten. På markplan finns idag ett PostNord Företagscenter.

## Bilder

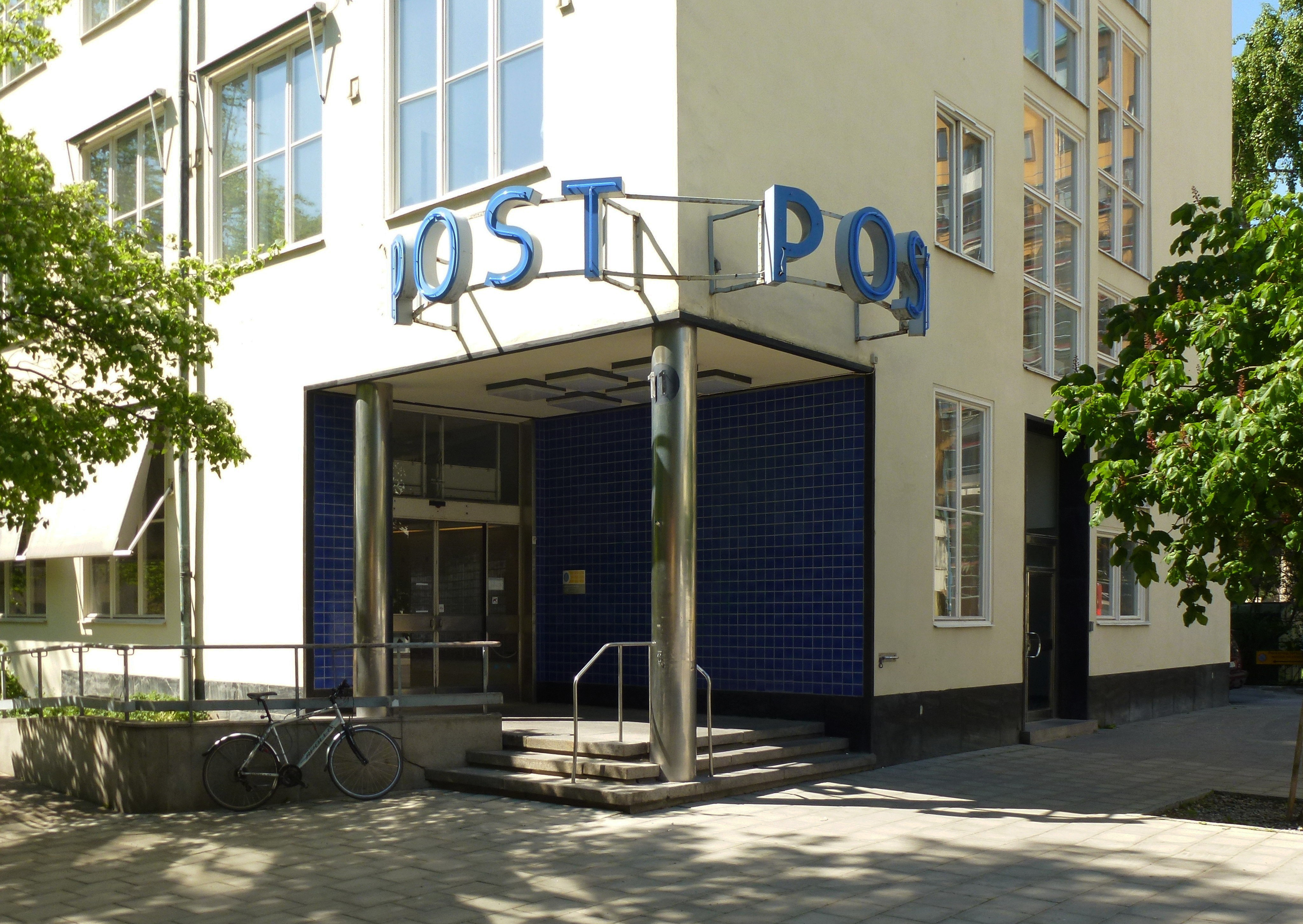
Företagscenter och postutdelning i dagens fastighet